# Mardi Gras (album de Zachary Richard)
Pour les articles homonymes, voir Mardi gras (homonymie).
Albums de Zachary Richard
Bayou des mystères
(1976) Migration
(1977)
Mardi Gras, sorti en disque vinyle en 1977, est le deuxième album de Zachary Richard, chanteur américain de musique cadienne (musique cajun, Louisiane), accompagné de l'ensemble Bayou Drifter Band.

## Historique
L'album est enregistré au Studio in the Country, à Bogalusa en Louisiane (États-Unis), par Bleu Evans assisté de Ronny Dobbs et Brad Aaron.
Produit par Eddie Richard assisté de Pierre LeBœuf, il sort en disque vinyle en 1977 sur les labels Arzéd Records aux États-Unis, CBS Disques au Canada et Polydor en France.

## Liste des morceaux
Tous les titres sont composés par Zachary Richard, sauf La Chanson des Mardi Gras, Travailler c'est Trop Dur et Dis Bye Bye (Le Two Step d'Iota) qui sont des chansons traditionnelles, arrangées par Zachary Richard.

### Face A
1. Invitation des Mardi Gras
2. Viens Don' 'vec Moi
3. Ma Louisiane
4. Après Marcher le Plancher
5. Laisse ton Amour Éparpiller
6. Vol un Sourire

### Face B
1. La Chanson des Mardi Gras
2. Travailler c'est Trop Dur
3. La Porte en Arrière
4. Dis Bye Bye (Le Two Step d'Iota)
5. C'est Bon Je (Psaume 23 de David en patois créole)

## Musiciens
- Zachary Richard : accordéon acadien, guitare acoustique, dulcimer français, "musique-à-bouche", chant
- Roy Harrington : guitare basse, chant
- Michael Doucet : violon
- Bruce "Weasel" McDonald : guitare électrique, guitare acoustique
- Steve Broussard : guitare électrique
- Randy Barras : pedal steel guitar
- Kenneth Blevins : batterie
- John Prados : batterie
- Michel Séguin : 'tit fer, percussions, congas, tambour Toubabou